# 우미화
우미화(禹美花,1974년 3월 17일 (음력 2월 24일)  ~ )는 대한민국의 배우이다.

## 학력
- 보성여자고등학교 (졸업)
- 숙명여자대학교 독어독문학과 (졸업)
- 동국대학교 연극영화학과 (졸업)

## 출연작

### 영화
- 《좀비딸》 (2025년) - 센터장 역
- 《목화솜 피는 날》 (2024년) - 김수현 역
- 《서울의 봄》 (2023년) - 국방장관의 아내 역
- 《안녕, 내일 또 만나》 (2023년) - 학원 원장 역
- 《담쟁이》 (2020년) - 정은수 역
- 《진범》 (2019년) - 다연의 언니 역
- 《7년의 밤》 (2018년) - 현수의 어머니 역

### 드라마
- 《신사장 프로젝트》 (2025년, tvN) - 주 마담 역
- 《파인 : 촌뜨기들》 (2025년, Disney+) - 장 마담 역
- 《모텔 캘리포니아》 (2025년, MBC) - 황정구 역
- 《정년이》 (2024년, tvN) - 정남희 역
- 《O'PENing - 고물상 미란이》 (2024년, tvN) - 윤정자 역
- 《감사합니다》 (2024년, tvN) - 안혜영 역
- 《운수 오진 날》 (2023년, tvN) - 미림 역
- 《정신병동에도 아침이 와요》 (2023년, Netflix) - 들레의 어머니 역
- 《소방서 옆 경찰서 그리고 국과수》 (2023년, SBS) - 독고순 역
- 《남남》 (2023년, ENA) - 박지은 역
- 《형사록 2》 (2023년, Disney+) - 김진선 역
- 《소방서 옆 경찰서》 (2022년, SBS) - 독고순 역
- 《링크 : 먹고 사랑하라, 죽이게》 (2022년, tvN) - 장미선 역
- 《안나라수마나라》 (2022년, Netflix) - 서하윤의 어머니 역
- 《붉은 단심》 (2022년, KBS2) - 인영왕후 신씨 역
- 《돼지의 왕》 (2022년, TVING) - 김철의 어머니 역
- 《갯마을 차차차》 (2021년, tvN) - 이명신 역
- 《보이스 4》 (2021년, tvN) - 장예숙 역
- 《경이로운 소문》 (2020년, OCN) - 감찰관 역
- 《(아는 건 별로 없지만) 가족입니다》 (2020년, tvN) - 윤서영의 어머니 역
- 《SKY 캐슬》 (2018년, JTBC) - 도훈의 어머니 역
- 《KBS 드라마 스페셜 - 너무 한낮의 연애》 (2018년, KBS2)
- 《미스터 션샤인》 (2018년, tvN)
- 《라이프》 (2018년, JTBC) - 김정희 역
- 《위대한 유혹자》 (2018년, MBC)
- 《작은 신의 아이들》 (2018년, OCN)
- 《닥터 프리즈너》 (2019년, KBS2) - 김영선 역
- 《신입사관 구해령》 (2019년, MBC)
- 《블랙독》 (2019년, tvN) - 한재희 역

### 연극
- 《외국인들》
- 《피와 씨앗》
- 《낫심》
- 《존경하는 엘레나 선생님》
- 《맨 끝줄 소년》
- 《연변엄마》
- 《썬샤인의 전사들》
- 《엄마가 낳은 숙이 세 자매》
- 《삼풍백화점》
- 《날 보러와요》
- 《하나코》
- 《돌연히 멈춤》
- 《생각나는 사람》
- 《사랑을 묻다》
- 《황금연못》
- 《뺑뺑뺑》
- 《세 자매》
- 《말들의 무덤》
- 《농담》
- 《멸》
- 《니 부모 얼굴이 보고 싶다》
- 《우리동네 굿뉴스》
- 《복사꽃 지면 송화 날리고》
- 《찌질이 신파극》
- 《연애얘기아님》
- 《부부 쿨하게 살기》
- 《민중의 적》
- 《여름날의 기억》
- 《서푼짜리 오페라》
- 《남자가 여자를 사랑할때》
- 《기묘여행》
- 《싸우는 여자》
- 《날 보러와요》

## 수상
- 2017년 SACA 최고의 연극배우 여우주연상
- 2013년 제6회 대한민국 연극대상 여자 최우수 연기상
- 2011년 제4회 대한민국 연극대상 여자 연기상
- 2011년 서울연극제 연기상